# Samväldet av portugisiskspråkiga länder
Samväldet av portugisiskspråkiga länder, CPLP, (portugisiska: Comunidade dos Países de Língua Portuguesa) är en mellanstatlig organisation för ömsesidig vänskap och samarbete mellan nationer som har portugisiska som officiellt språk. Organisationen arbetar huvudsakligen med samordnad internationell politik och diplomati, socialt, ekonomiskt och kulturellt samarbete, samt främjande av det portugisiska språket. Ländernas samarbetsprojekt omfattar områden som utbildning, hälsa, vetenskap, teknologi, försvar, jordbruk, kommunikationer, offentlig förvaltning, säkerhet, kultur, idrott och massmedia.

## Historia

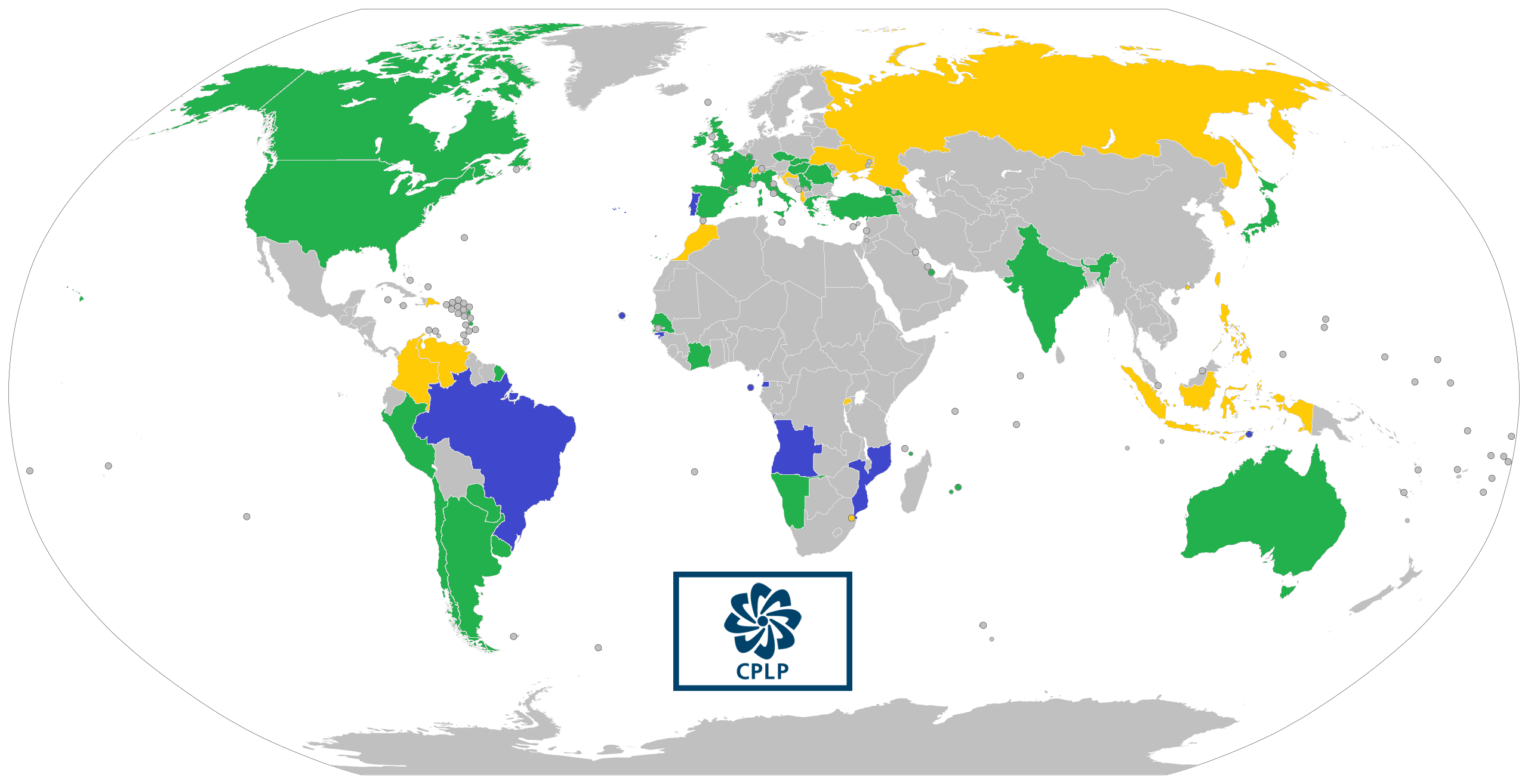
Karta över CPLP:s medlemmar, observatörer och samarbetspartner

CPLP bildades 1996 av sju länder: Angola, Brasilien, Guinea-Bissau, Kap Verde, Moçambique, Portugal och São Tomé och Príncipe. Östtimor anslöt sig 2002, efter att ha blivit självständigt från Indonesien. Brasilien, Östtimor och de fem afrikanska länderna är forna portugisiska kolonier. Under 2006 var Ekvatorial Guinea och Mauritius observatörsmedlemmar och under 2008 var Senegal det. 

### Medlemmar
- Angola
- Brasilien
- Ekvatorial-Guinea
- Kap Verde
- Guinea-Bissau
- Moçambique
- Portugal
- São Tomé och Príncipe
- Östtimor

### Observatörer
- Georgien
- Japan
- Mauritius
- Namibia
- Senegal
- Slovakien
- Turkiet
- Tjeckien
- Ungern
- Uruguay

### Samarbetspartner
- Andorra
- Filippinerna
- Venezuela
- Kroatien
- Rumänien
- Ukraina
- Marocko
- Indonesien
- Swaziland
- Australien
- Luxemburg
- Peru
- Elfenbenskusten
- Indien
- Albanien
- Taiwan
- Galicien (Spanien)
- Macao (Kina)
- Malacka (Malaysia)